# Etničke grupe Bahreina
Etničke grupe Bahreina, 766,000 stanovnika (UN Country Population; 2008)
- Angloamerikanci, U.S.	3,700
- Arapi (općenito)	74,000
- Arapskojezični Židovi	700
- Bahreinski Arapi	424,000
- Britanci	11,000
- Filipinci 	33,000
- Gudžarati	13,000
- Korejci	1,300
- Kurdi, Sjeverni	26,000
- Malayali	25,000
- Mandarinski Kinezi	200
- Perzijanci	85,000
- Tamili	19,000
- Telugu	14,000
- Urdu	32,000